# Podium sexdentatum
Podium sexdentatum är en biart som beskrevs av Taschenberg 1869. Podium sexdentatum ingår i släktet Podium och familjen grävsteklar. Inga underarter finns listade i Catalogue of Life.